# Одисејев поглед
Одисејев поглед филм Теа Ангелопулоса из 1995. године урађен у копродукцији неколико земаља (Грчка, Француска, Италија, СР Југославија, Бугарска, Румунија, Албанија).
Филм је своју премијеру имао 15. маја 1995. године.

## Радња
Пробуђен на Итаки, модерни Одисеј, иначе филмски редитељ A., креће у потрагу за старим сликама Балкана, верујући да су ове нове, пуне ратних ужаса, изгубиле своју невиност. Он креће на путовање преко Бугарске и Румуније и стиже у Београд где сазнаје да у Југословенској кинотеци постоје ролне филма које је још на почетку филма снимио Милтон Манаки. Међутим, сваки покушај да се овај филм развије био је безуспешан. Слике би се појавиле само на тренутак, а онда нестале. И онда је A. у потрази за својим сликама, око њега страхотни ехо рата... У Београду среће пријатеља, грчког ратног дописника који му прича о рату, затим, у старачком дому упознаје старог директора Кинотеке који и сам живи од успомена. Он сазнаје да је вихор рата заробио ролне Манакијевих филмова у Сарајеву. Пролазећи кроз опасности, пробија се до Сарајева, успева да нађе ролне филма, али више није сигуран да ту лежи одговор на његова питања и питања Балкана...

## Улоге
| Глумац               | Улога          |
| -------------------- | -------------- |
| Харви Кајтел         | А.             |
| Ерланд Јозефсон      | С.             |
| Маја Моргенстерн     | Одисејева жена |
| Љуба Тадић           |                |
| Оливера Марковић     |                |
| Драган Максимовић    |                |
| Слободан Нинковић    |                |
| Весна Тривалић       |                |
| Иван Клеменц         |                |
| Танасиси Венгос      |                |
| Дора Воланаки        | таксиста       |
| Јоргос Михалокопулос | новинар        |
| Маниа Пападимитриоу  |                |
| Ангел Иваноф         |                |

## Награде
За филм "Одисејев поглед" режисер је добио Гран при жирија на фестивалу у Кану 1995. године.